# Маунт-Абу
Гора Абу (pronunciationⓘ) — гірська станція у хребті Араваллі в районі Сірогі штату Раджастхан на заході Індії. Гора утворює скелясте плато 22 км завдовжки 9 км завширшки. Її називають «оазисом у пустелі», оскільки на її висотах є річки, озера, водоспади та вічнозелені ліси. Тут також розташовані численні індуїстські та джайнські храми.

## Історія
Стародавня назва гори Абу — Арбуда. У Пуранах регіон згадується як Арбударанья («ліс Арбуди»), а «Абу» є зменшувальною формою цього стародавнього імені. Вважається, що мудрець Васішта пішов на південний відрізок гори Абу після розбіжностей із мудрецем Вішвамітрою. Є ще одна історична історія, згідно з якою змія на ім'я «Арбуда» врятувала життя Нанді (бик господа Шиви). Інцидент стався на горі, яка зараз відома як гора Абу, тому гора названа «Арбударанья» на честь цього випадку, яка поступово стала Абу.
Згідно з легендою, мудрець Васіштха виконав яджну на вершині гори Абу, щоб вимагати від богів забезпечення для захисту праведності на землі. У відповідь на його молитву з Агнікунди (вівтаря вогню) вийшов юнак — перший Агніванша. Форт Ачалгарх — одне з найбільш привабливих місць, яке було побудовано пармарськими королями. Храм джайнів Ділвара є центром паломництва релігії джайнів серед пишних зелених пагорбів Аравалі. Джайнський храм Ділвара розташований за 2,5 км км від гори Абу. Ваступала проектував храм. Вімал Шах побудував його між 11 і 13 століттями. Комплекс вирізаний білим мармуром у кожному кутку храму.
Завоювання гори Абу в 1311 році нашої ери Рао Лумба з династії Деора-Чаухан. Він переніс столицю до Чандраваті на рівнинах. Після знищення Чандраваті в 1405 році Рао Шасмал зробив Сірогі своєю штаб-квартирою. Пізніше він був орендований британським урядом у махараджи Сірогі для використання як штаб-квартири.
Вважається, що район гір Арбуда був оригінальною обителлю таких відомих гуру, як Атрі та Васіштха. Асоціація Гуру з горою помічена в багатьох написах та епіграфах, включаючи Тілакаманджарі з Дганпала. Згідно з однією теорією, ця Гурдгара або земля гуру з часом зіпсувалася і стала Гурджарою.
Муніципалітет був заснований в Абу в 1864 році; він мав шість членів, призначених Уповноваженим Генерального Губернатора (AGG).

## Туризм

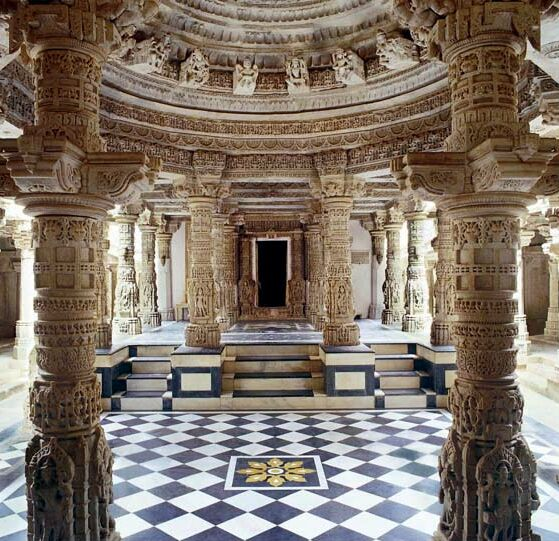
Храм Адішвара, храми Ділвара

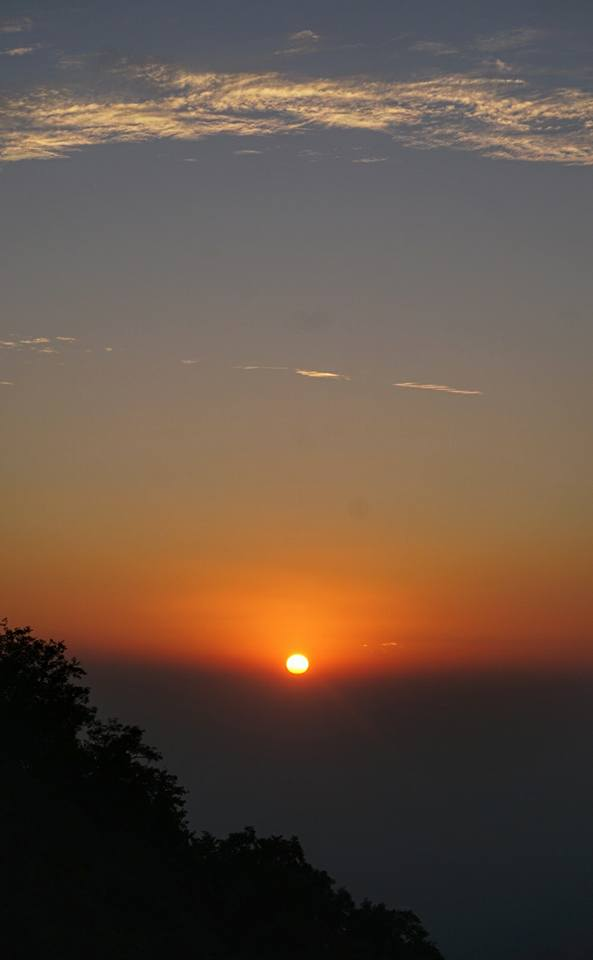
Захід сонця на горі Абу

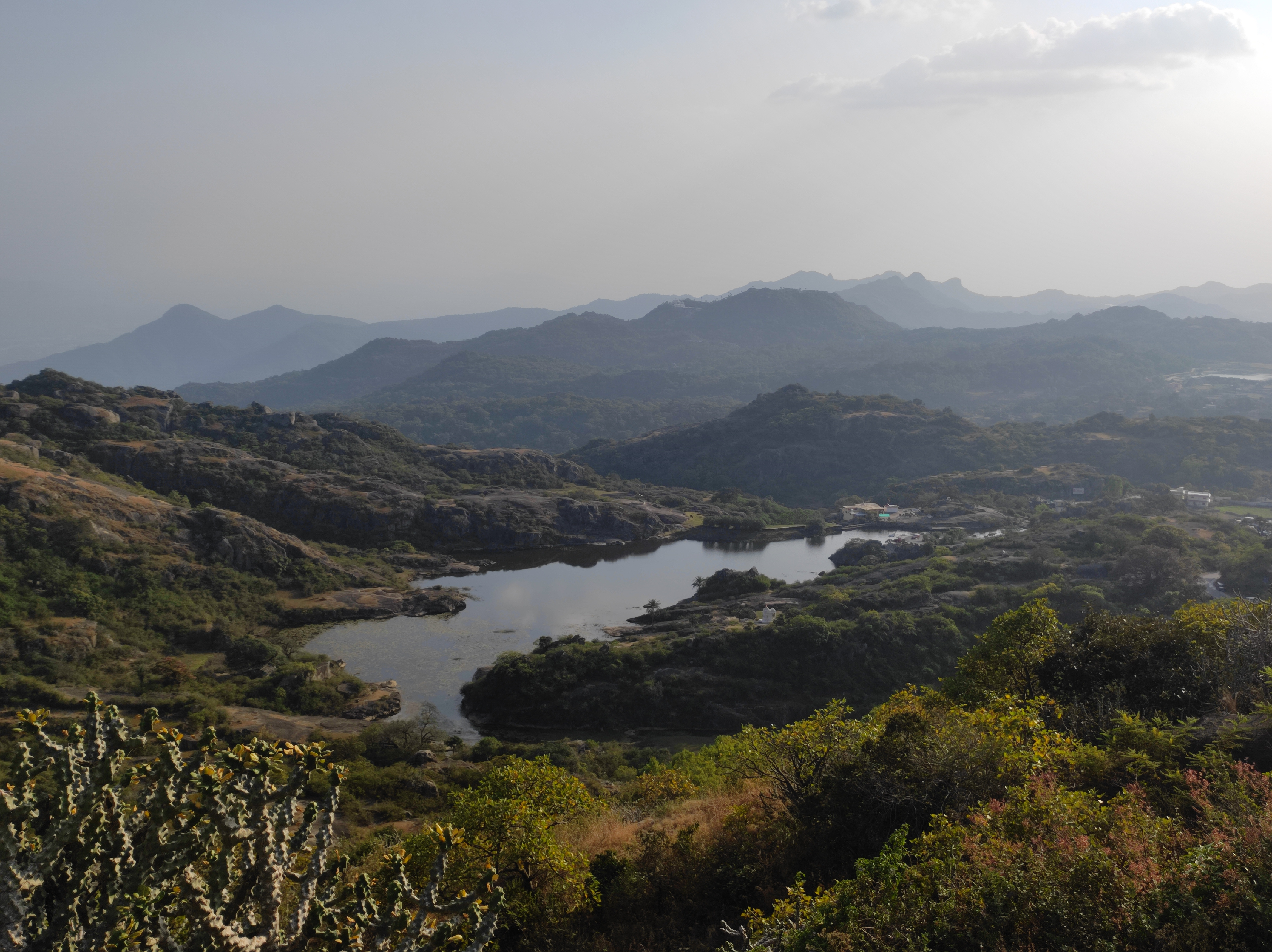
Вид зі знімальної точки, гора Абу

Місто Маунт-Абу, єдина гірська станція в Раджастхані, розташована на висоті 1 220 м (4 003 фут). Протягом століть це було популярним місцем відпочинку від спеки в Раджастхані та сусідньому Гуджараті.
На горі розташовано кілька індуїстських храмів, у тому числі храм Адгар Деві (також відомий як храм Арбуда Деві), вирізьблений у твердій скелі; храм Шрі Раггунатджі; і святиня і храм Даттатреї, побудований на вершині Гуру Шикхар; і храм Ахалешвар Магадев (1412).
Форт Ачалгарг, побудований у 14 столітті Кумбхою з Мевара, розташований неподалік, а в його центрі розташоване популярне місце для відвідувачів озеро Наккі. Скеля Жаба розташована на пагорбі біля озера. Поруч із фортом розташований храм Ачалешвар Магадев, популярний храм Шиви. Крім того, джайнський храм Форт Ачал, джайнський храм Шантінатх (1513) не менш відомі.
Храм Дурґа Амбіка Мата розташований у розколині скелі у Джагаті, неподалік від міста Маунт Абу.
Гора також є домівкою для кількох джайнських храмів, у тому числі храмів Ділвара, комплексу храмів, вирізьблених із білого мармуру. Храми Ділвара або Дельвада розташовані приблизно за 2,5 кілометри від міста Маунт-Абу. Ці джайнські храми були побудовані Вімал Шахом і спроектовані Ваступала, джайнськими служителями Дголки, між 11 і 16 століттями. Вони відомі використанням білого мармуру та складним мармуровим різьбленням. Вони є місцем паломництва джайнів і популярним туристичним об'єктом. Храми мають розкішний вхід, а простота архітектури відображає такі цінності джайнів, як чесність і ощадливість. Точні різьблені декоративні деталі покривають стелі, дверні отвори, колони та панелі. Храмовий комплекс розташований посеред низки лісистих пагорбів. Усього є п'ять храмів, кожен зі своєю унікальною ідентичністю. Усі п'ять храмів об'єднані в одну високу стіну. Група названа на честь невеликого села Ділвара або Делвара, у якому вони розташовані. П'ять храмів:
- Вімал Васагі, присвячений першому джайнському Тіртханкарі, Шрі Рішабхадеву.
- Луна Васагі, присвячена 22-му джайнському Тіртханкарі, Шрі Немінатха .
- Пітталгар, присвячений першому джайнському тиртханкару Шрі Рішабгадеву.
- Паршванатха, присвячена 23-му джайнському Тіртханкарі, Шрі Паршванатха.
- Магавір Свамі, присвячений останньому джайністському Тіртханкарі, Шрі Магавірасвамі.

Серед усіх п'яти легендарних мармурових храмів Ділвари найвідомішими є храми Вімал Васагі та Луна Васагі.
У горі Абу релігійна громада Брагма Кумарі має свій духовний штаб, який представлений власним обліковим записом у 110 країнах. Щороку приблизно 2,5 мільйона відвідувачів мають відвідати розгалужений кампус цього духовного руху. В ашрамі Брагма Кумарі є музей, який демонструє знання, які Господь Шива дав Праджапіті Брагмі. Земля площею 50 акрів також забезпечує достатньо місця для медитації та духовного навчання, а також для того, щоб підключитися до приголомшливого, непорушеного природного оточення.
Заповідник дикої природи Маунт-Абу був заснований у 1960 році та охоплює 290 км2 гори. Заповідник оточує місто, і ведмедів-лінивців із заповідника зазвичай бачать у місті протягом року, шукаючи їжу на готельних відходах у відкритих сміттєвих баках.

## У літературі
Гори Арбуда — гірський масив, описаний в епосі «Магабгарата». Установлено, що це гора Абу. Ця гора згадується в подорожах Арджуни під час його дванадцятирічного паломництва.
Вірш Летиції Елізабет Лендон «Індуїстські храми на гірському озері Абу», опублікований у Fisher's Drawing Room Scrap Book, 1839, є роздумом про цю стійкість до гір.

## Клімат
Середньорічна кількість опадів на горі Абу становить 1554 мм.

### Мусон
Через свою висоту на горі Абу випадає більше опадів, ніж на більшій частині Раджастхану, у липні та серпні випадає понад 500 мм опадів. Хоча тут все ще спекотне літо, воно не настільки спекотне через висоту, а під час мусонів фактично спостерігається відносно комфортна температура (24-30 °C).

### Зима
Зима на горі Абу прохолодна, ртутний стовпчик коливається близько 13 °C до 22 °C. Ночі прохолодні, середня температура вночі становить від 3 до 12 °C. Температура опустилася до -7,4 °C. Бажано мати важкий зимовий одяг. У денний час цілком достатньо легких пуловерів.
| Клімат {{{location}}} | Клімат {{{location}}} | Клімат {{{location}}} | Клімат {{{location}}} | Клімат {{{location}}} | Клімат {{{location}}} | Клімат {{{location}}} | Клімат {{{location}}} | Клімат {{{location}}} | Клімат {{{location}}} | Клімат {{{location}}} | Клімат {{{location}}} | Клімат {{{location}}} | Клімат {{{location}}} |
| Показник              | Січ.                  | Лют.                  | Бер.                  | Квіт.                 | Трав.                 | Черв.                 | Лип.                  | Серп.                 | Вер.                  | Жовт.                 | Лист.                 | Груд.                 |                       |
| --------------------- | --------------------- | --------------------- | --------------------- | --------------------- | --------------------- | --------------------- | --------------------- | --------------------- | --------------------- | --------------------- | --------------------- | --------------------- | --------------------- |

## Культура
- Зимовий фестиваль на горі Абу

## Демографія
За даними перепису населення Індії 2011 року, населення Маунт-Абу становить 22 943 особи, з яких 54,7 % — чоловіки та 45,3 % — жінки. Середній рівень грамотності становить 81,15 %, що є вищим за середній по країні (74,04 %): грамотність чоловіків становить 90,12 %, а грамотність жінок — 70,23 %. У Маунт-Абу 12,34 % населення молодше 6 років.
Із населення 89,31 % — індуїсти, 7,69 % — мусульмани, 1,45 % — християни.

## Галерея

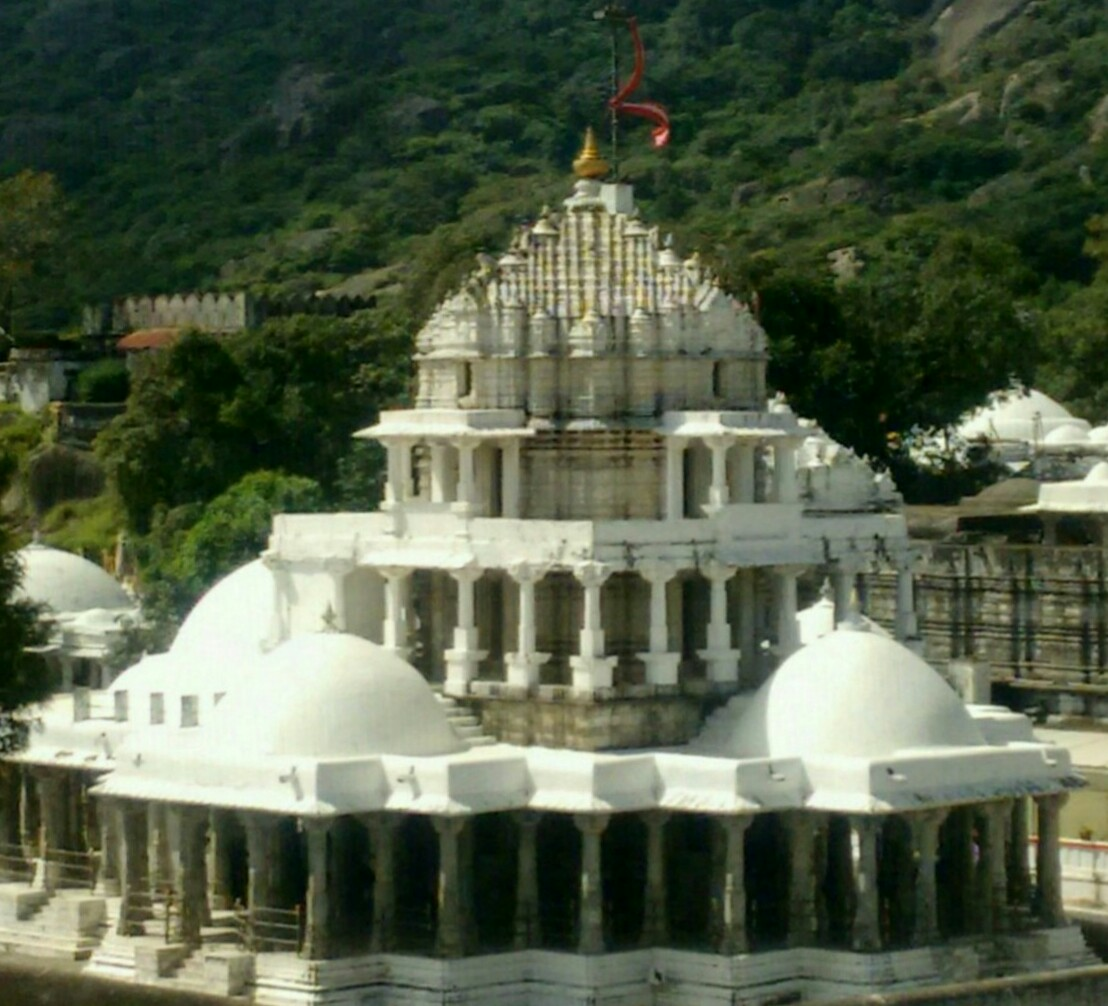
Храм Паршванатха в групі храмів Ділвара
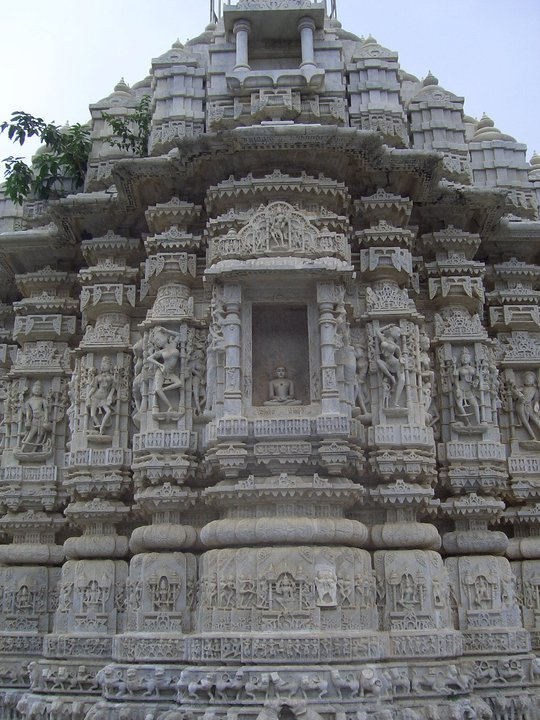
Мармурова скульптура храмів Ділвара
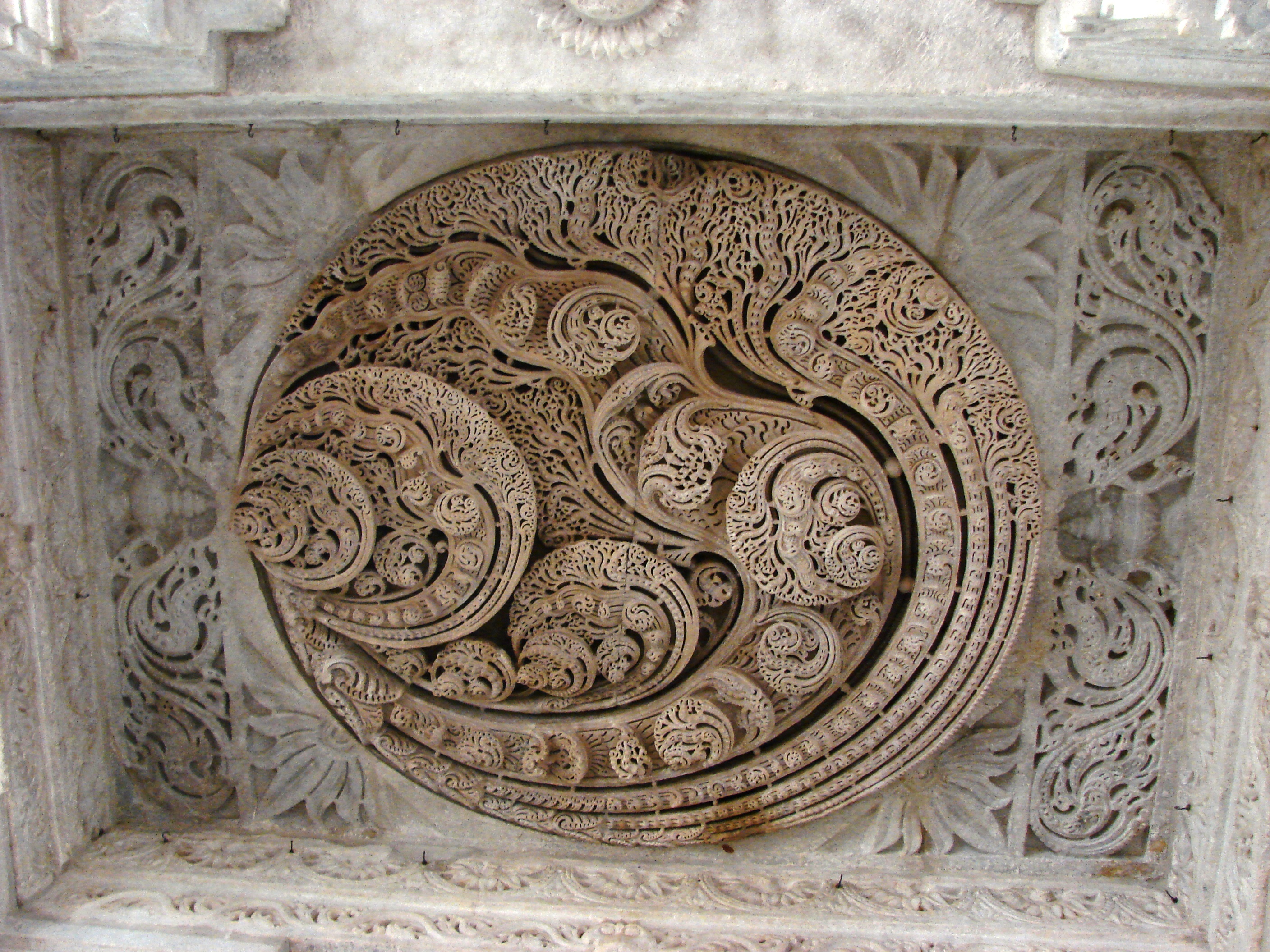
Сторінка Калпаврікша або Калпаврукша У джайнському храмі Ділвада
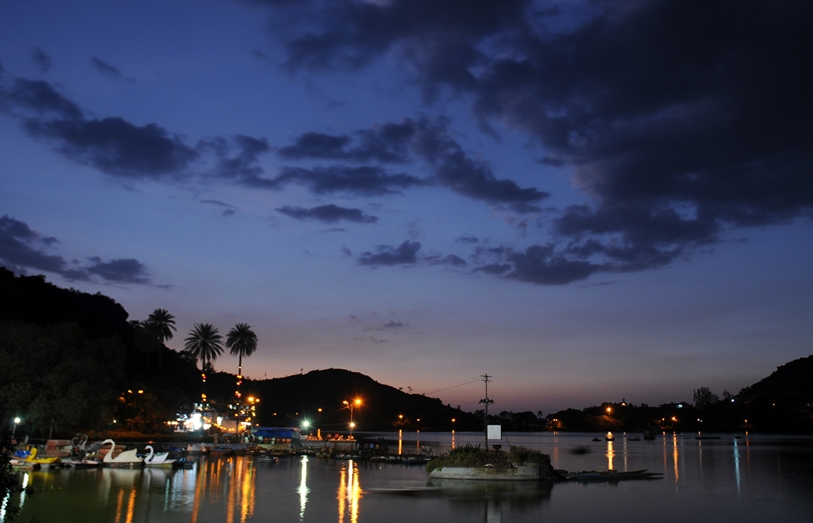
Озеро Наккі після заходу сонця
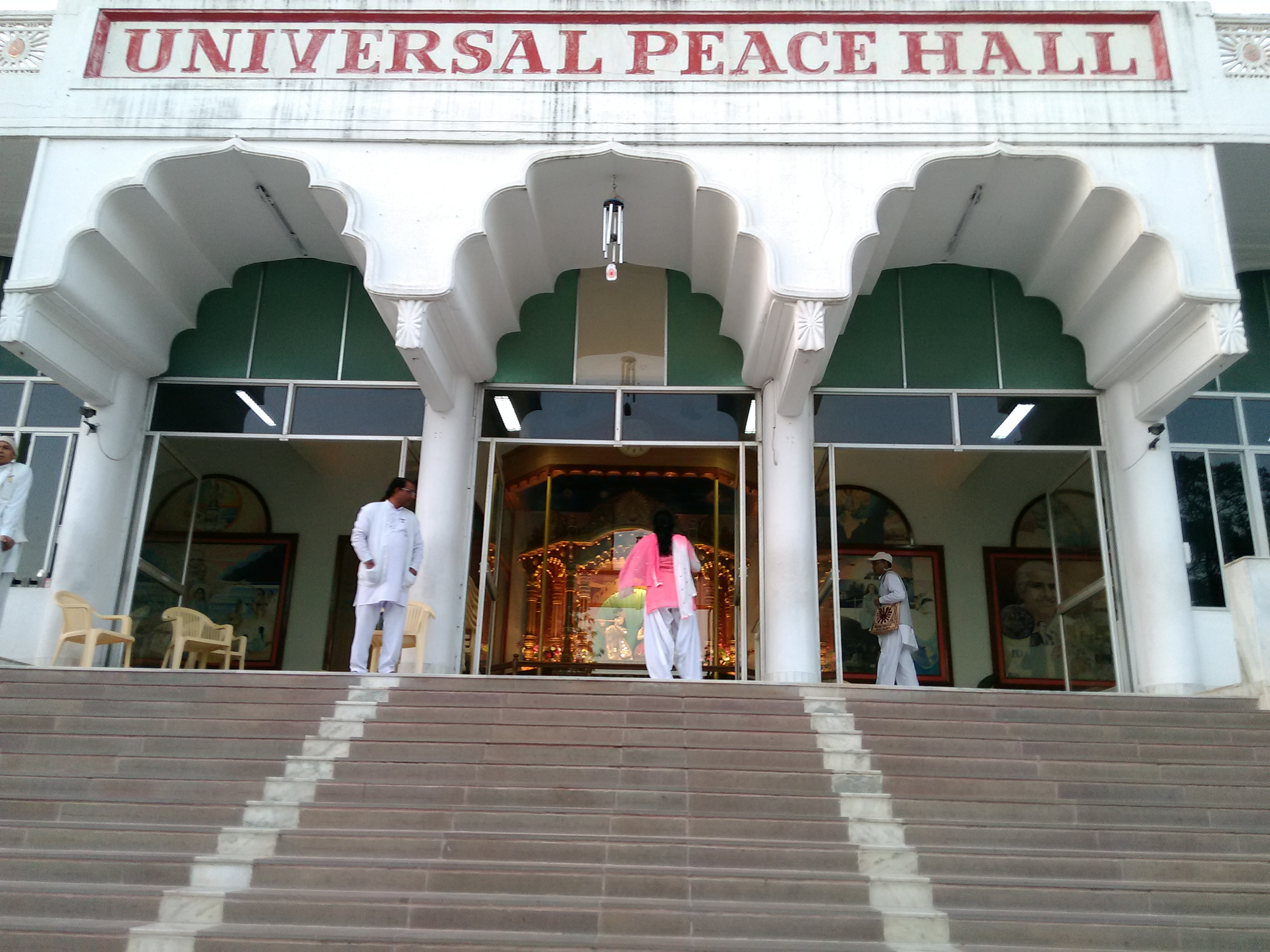
Штаб-квартира фонду Брагма Кумарі на горі Абу
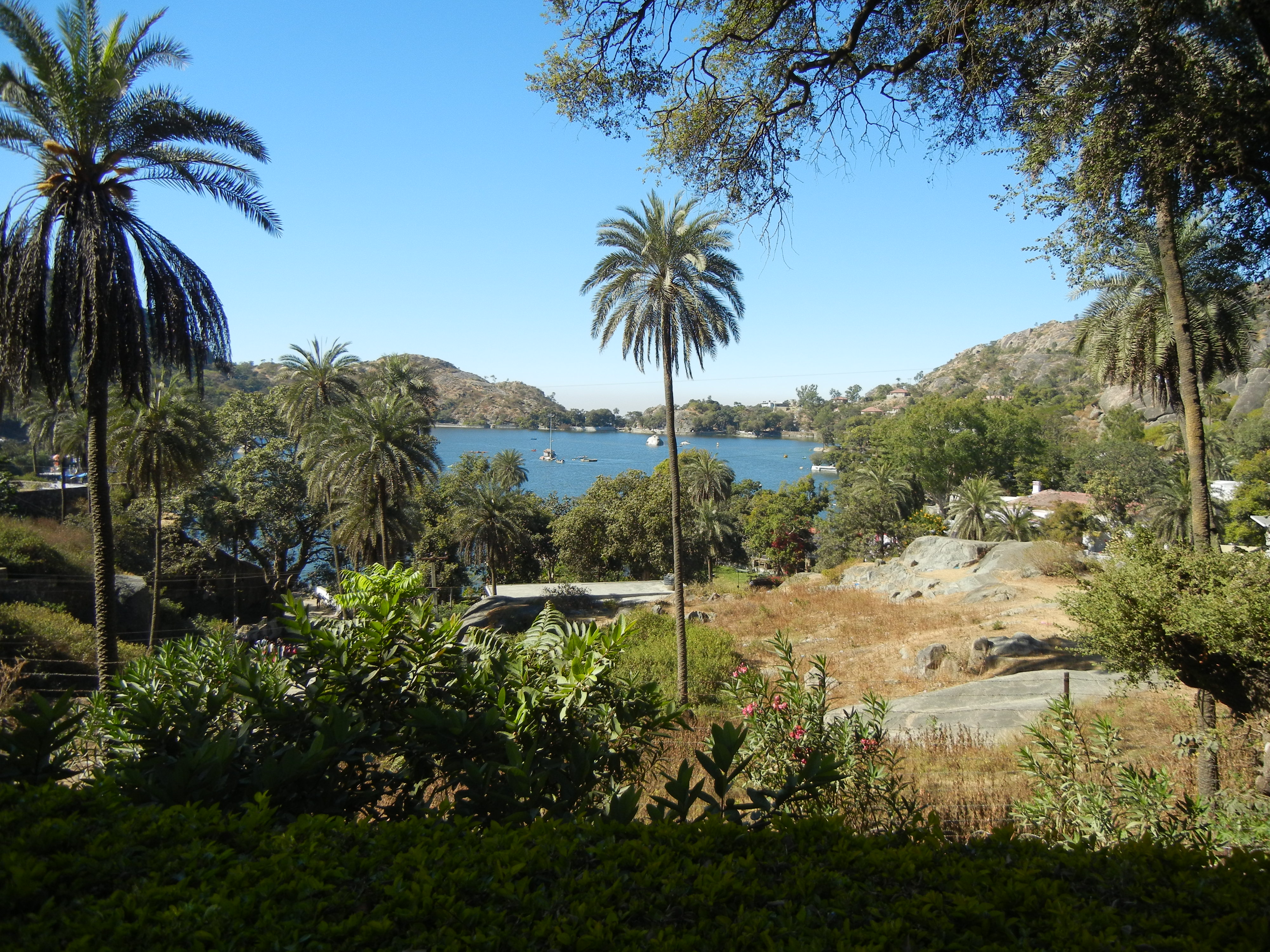
Заповідник дикої природи Маунт-Абу охоплює 290 км² гір, лісів і озер.
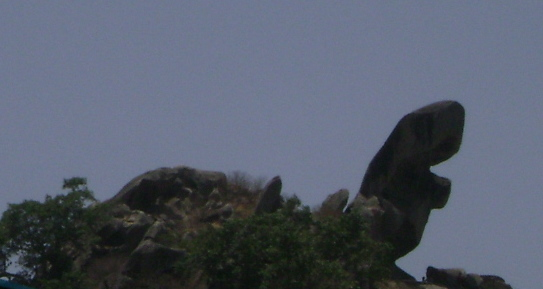
Скеля у формі черепахи біля озера Наккі.
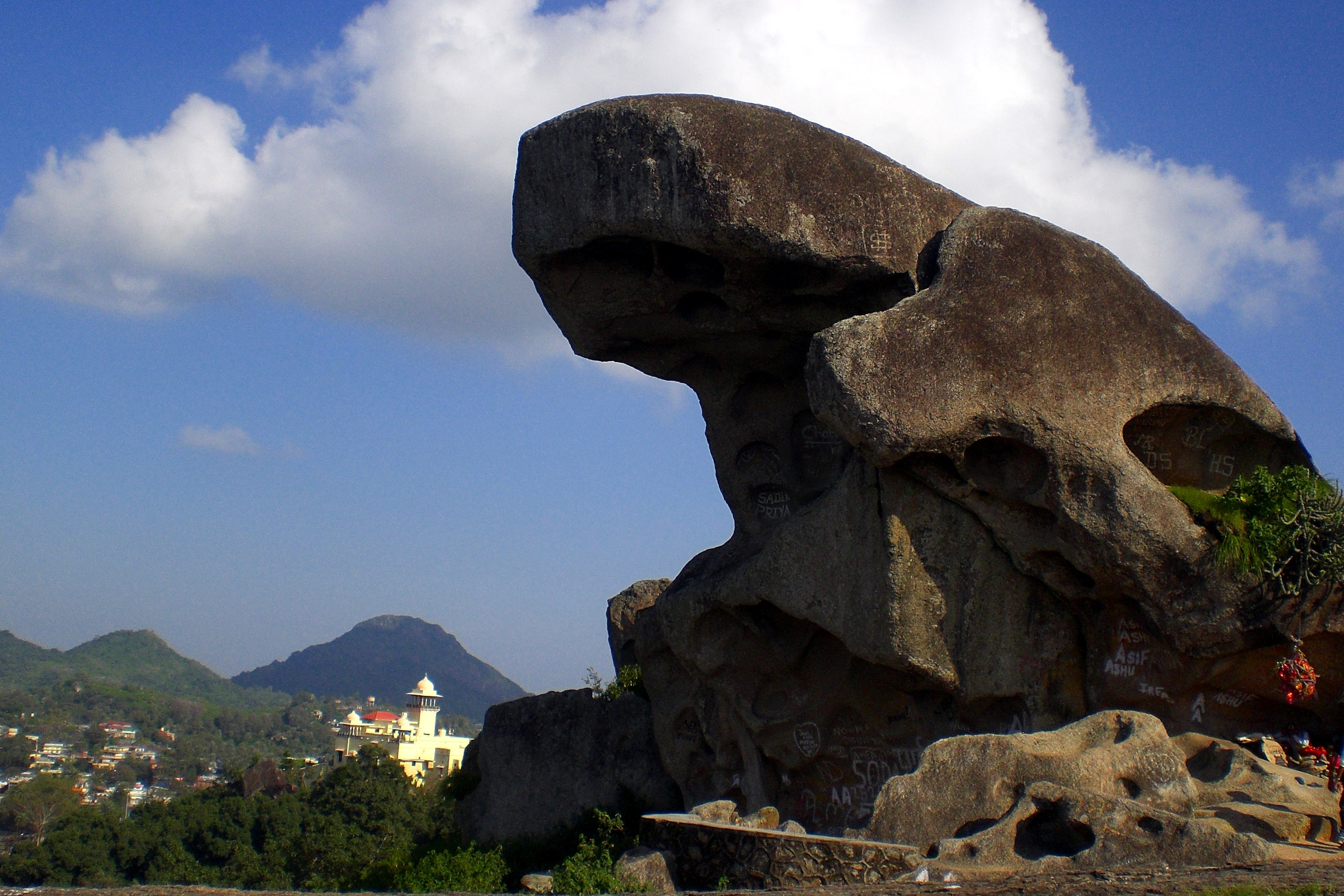
Скеля-жаба на пагорбі біля озера Наккі.
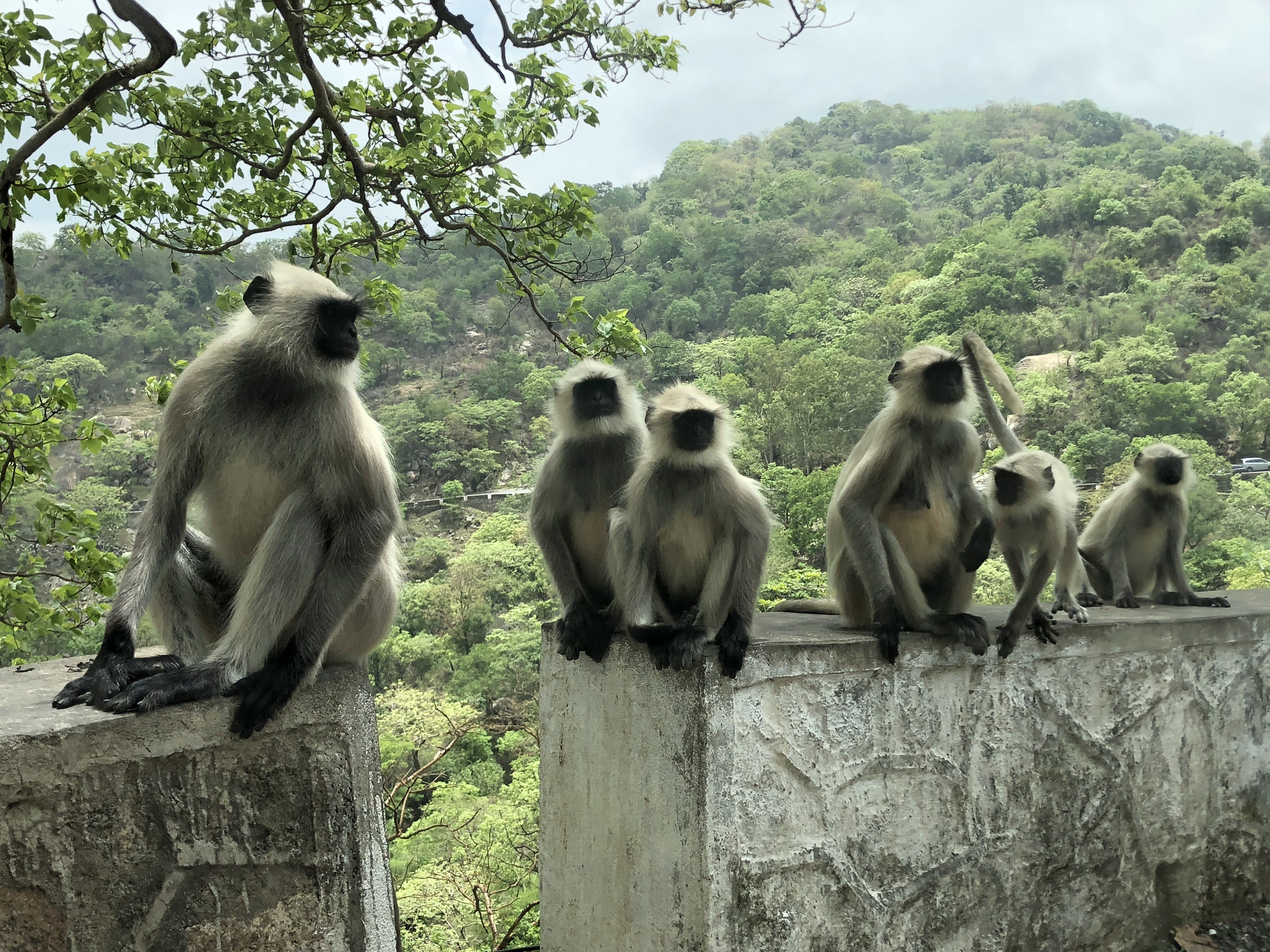
Мавпи біля гори Абу, Раджастхан, Індія
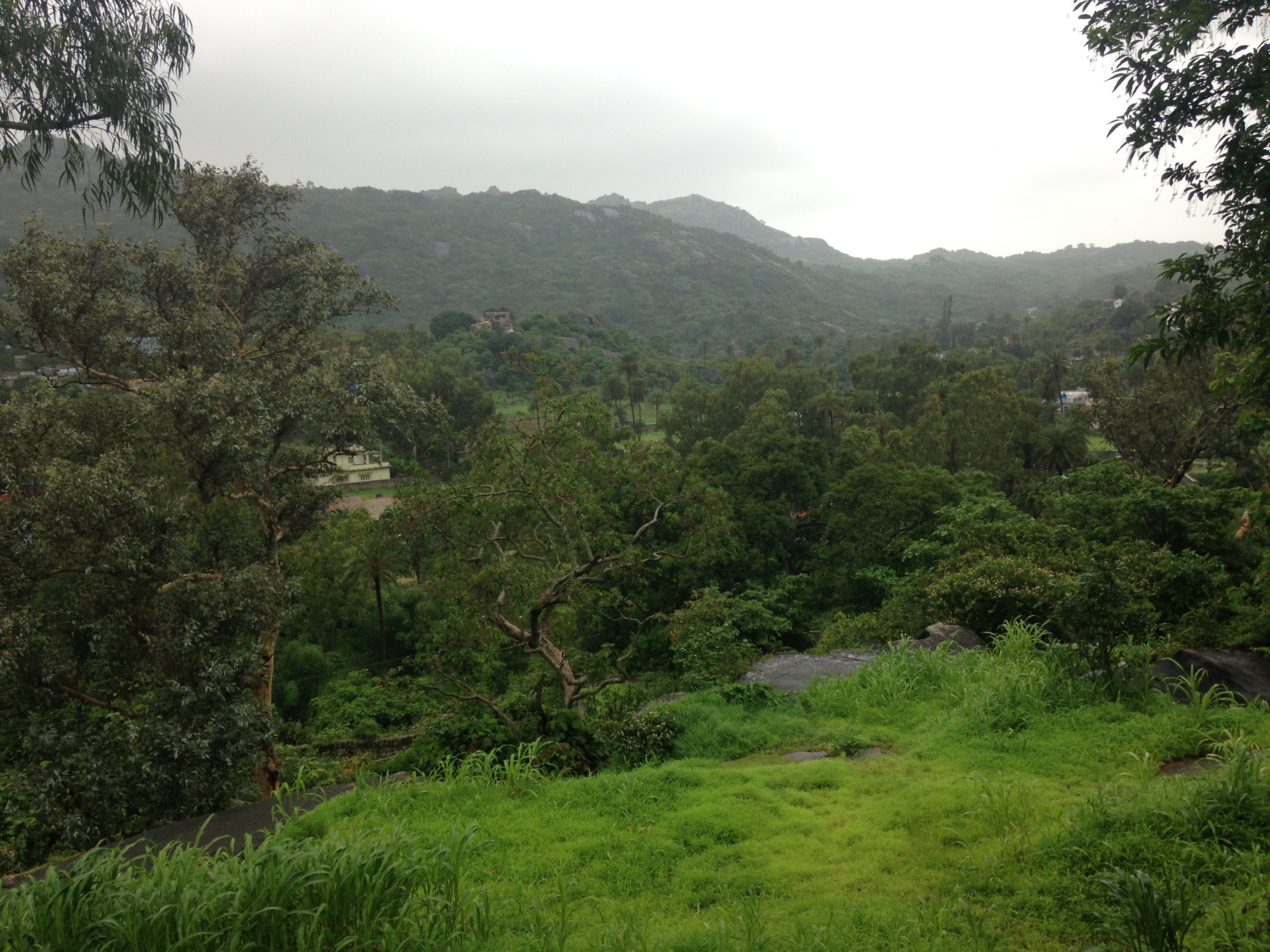
Гора Абу в Мусоні
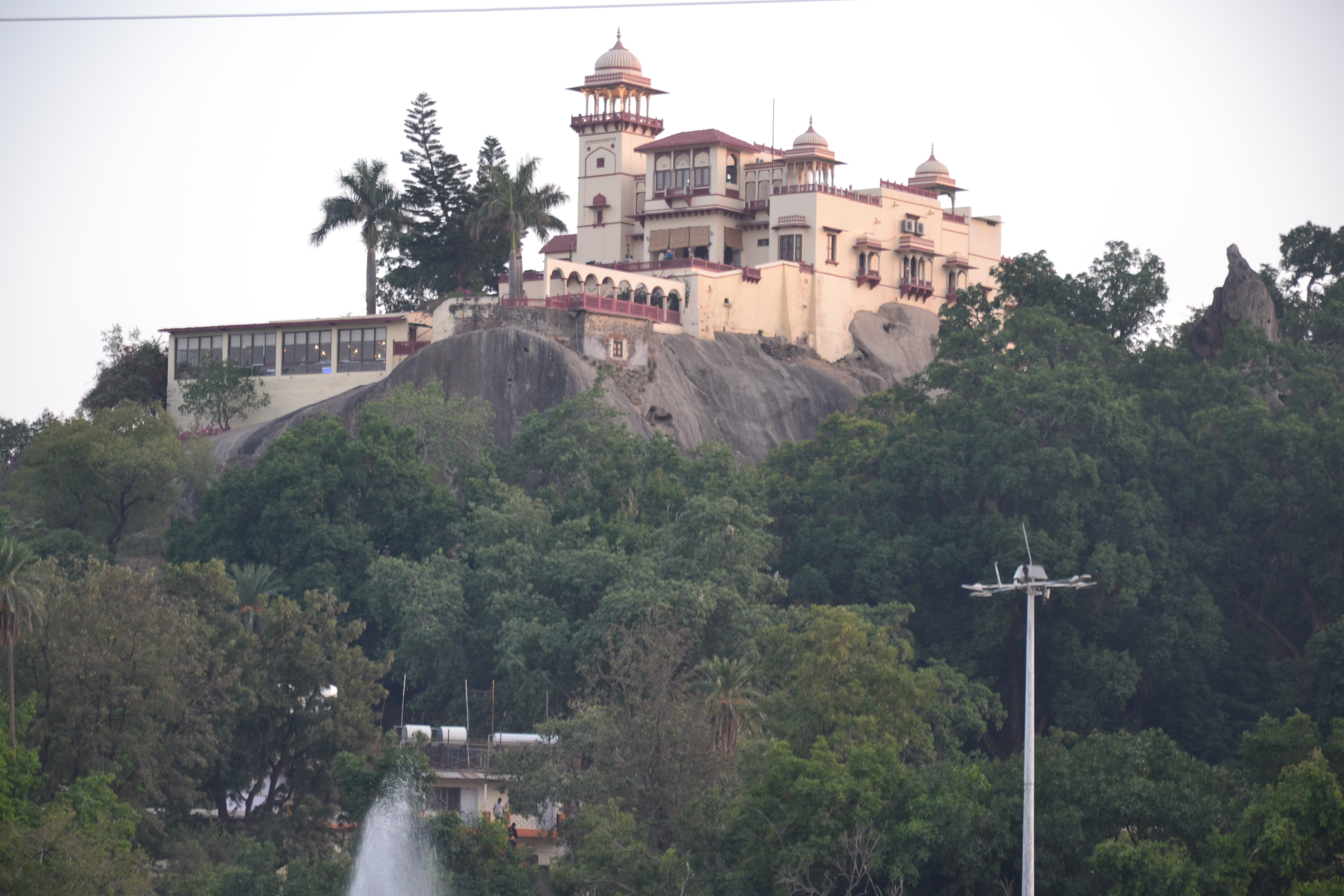
Колишня королівська резиденція королівської сім'ї Джайпур. Зараз це п'ятизірковий готель.